# Who (album)
Pour les articles homonymes, voir Who.
Albums de The Who
The Who Hits 50!
(2014)
Singles
1. Ball and Chain
Sortie : 13 septembre 2019
2. All This Music Must Fade
Sortie : 3 octobre 2019
3. I Don't Wanna Get Wise
Sortie : 22 novembre 2019

Who est le douzième album studio du groupe rock britannique The Who.

## Histoire
Roger Daltrey et Pete Townshend annoncent en janvier 2019 qu'ils travaillent sur un nouvel album des Who. Il est enregistré au printemps et à l'été entre Londres et Los Angeles. Selon Townshend : « Cet album est majoritairement composé de chansons écrites l'an dernier (2018), à deux exceptions près. Il n'y a ni thème, ni concept, ni histoire, juste quelques chansons que j'ai écrites pour donner à Roger Daltrey un peu d'inspiration et de défi. Roger et moi sommes tous deux de vieux messieurs, j'ai donc cherché à rester éloigné de la romance, mais aussi de la nostalgie autant que possible. »
Le premier single tiré de l'album, Ball and Chain, est publié le 13 septembre 2019. Il s'agit d'une nouvelle version de Guantanamo, une chanson sur le camp de Guantánamo parue sur la compilation solo de Townshend Truancy: The Very Best of Pete Townshend en 2015. Le deuxième single tiré de Who, All This Music Must Fade, sort le 3 octobre.
Sa parution, d'abord prévue le 22 novembre 2019, est ultérieurement repoussée au 6 décembre.

## Pochette
La pochette de l'album est l'œuvre de Peter Blake, qui avait déjà travaillé avec les Who pour leur album de 1981 Face Dances. 
Il s'agit d'un patchwork de vingt-cinq carrés : vingt-deux carrés représentant des images de couleurs différentes placées autour de trois carrés formant le titre de l'album : WHO au centre de la jaquette de l'album. Les vingt-deux carrés représentent certaines des influences et symboles du groupe sur leur carrière et leur culture:
- Le drapeau britannique Union Jack
- Un bus Routemaster rouge (faisant référence à la fois à leur single Magic Bus de 1968 et à l'album compilation qui l'accompagne Magic Bus: The Who on Tour)
- Une cocarde de la Royal Air Force
- « Baked beans » (une réminiscence de la couverture de l'album The Who Sell Out de 1967)
- Un flipper (une réminiscence de la chanson du groupe Pinball Wizard de l'album Tommy en 1969)
- Le groupe en 1979, The Kids Are Alright, publie une affiche publicitaire mettant en vedette le guitariste Pete Townshend sur scène sur le point d'écraser sa guitare Gibson Les Paul, avec la légende classique  « Cette guitare n'a plus que quelques secondes à vivre ».
- Un scooter (un clin d'œil à la culture mod et donc, une réminiscence de la couverture de l'album Quadrophenia du groupe en 1973 montrant un scooter mod)
- La couverture de l'album en édition cassette du groupe Face Dances de 1981
- Personnages des bandes dessinées Batman et Robin (le groupe a repris le thème de la télé série Batman de Neal Hefti sur leur premier E.P. Ready, Steady, Who en 1966)
- Des personnalités culturelles telles que le musicien Chuck Berry et le boxeur Muhammad Ali.
- Un panneau de signalisation indiquant « Detour », qui est la quatrième chanson de ce présent album et une référence au nom précédent du groupe, The Detours.

## Fiche technique

### Titres
Toutes les chansons sont écrites et composées par Pete Townshend, sauf mention contraire.
| No  | Titre                    | Auteur                         | Durée |
| --- | ------------------------ | ------------------------------ | ----- |
| 1.  | All This Music Must Fade |                                | 3:20  |
| 2.  | Ball and Chain           |                                | 4:29  |
| 3.  | I Don't Wanna Get Wise   |                                | 4:54  |
| 4.  | Detour                   |                                | 3:46  |
| 5.  | Beads on One String      | Pete Townshend, John Hunsacker | 3:40  |
| 6.  | Hero Ground Zero         |                                | 4:52  |
| 7.  | Street Song              |                                | 4:47  |
| 8.  | I'll Be Back             |                                | 5:01  |
| 9.  | Break the News           | Simon Townshend                | 4:30  |
| 10. | Rockin' in Rage          |                                | 4:04  |
| 11. | She Rocked My World      |                                | 3:22  |

| 12. | This Gun Will Misfire | 3:36 |
| 13. | Got Nothing to Prove  | 3:38 |
| 14. | Danny and My Ponies   | 4:02 |

| 15. | Sand (démo de 1965) |  |

### Musiciens
- The Who :
  - Roger Daltrey : chant sauf sur (8, 12-14)
  - Pete Townshend : chant sur (8, 12-14), chœurs, guitare, basse, harmonica, percussions, synthétiseur, violon, violoncelle, vielle à roue, effets divers, orchestrations (6)

- Musiciens supplémentaires :
  - Gordon Giltrap (en) : guitare acoustique sur (11)
  - Andrew Synowiec : guitare acoustique sur (9)
  - Pino Palladino : basse sur (1-2, 4-8, 11-12)
  - Gus Seyffert : basse sur (3, 9-10)
  - Benmont Tench : orgue Hammond sur (1, 3, 10), mellotron sur (1)
  - Dave Sardy : Mellotron, programmation du synthétiseur sur (5), percussions
  - Zak Starkey : batterie sur (1, 2, 4, 7)
  - Carla Azar (en) : batterie sur (3, 10)
  - Matt Chamberlain : batterie sur (6)
  - Joey Waronker (en) : batterie sur (5, 8, 11, 12)
  - Martin Batchelar : programmation sur (6), direction de l'orchestre sur (6, 8, 13), orchestrations (6, 8), arrangements (8)
  - Fergus Gerrand : percussions sur (11)
  - Simon Townshend : percussions
  - Rowan McIntosh, Josh Tyrrell : applaudissements sur (4)

### Équipe de production
- Pete Townshend : production
- D. Sardy : production, mixage
- Dave Eringa (en) : production du chant de Roger Daltrey[6]
- Myles Clarke, James Monti : ingénieur du son
- Peter Blake : pochette